# 澤列納季布羅瓦 (戈羅季謝區)
49°7′50″N 31°12′17″E / 49.13056°N 31.20472°E
澤萊納-迪布羅瓦（烏克蘭語：Зелена Діброва）是位於烏克蘭中部的村莊，由切爾卡瑟州裡茲韋尼霍羅德卡區的維利沙納市鎮負責管轄。該村面積2.8平方公里，海拔高度185米，2010年人口606，人口密度每平方公里217.8人。